# Myrsine novocaledonica
Myrsine novocaledonica är en viveväxtart. Myrsine novocaledonica ingår i släktet Myrsine och familjen viveväxter.

## Underarter
Arten delas in i följande underarter:
- M. n. balabioensis
- M. n. boulindaensis
- M. n. kaalaensis
- M. n. mueoensis
- M. n. novocaledonica
- M. n. piroguensis